# Ralph von Oriola
Ralph Georg Edgar Joachim Eddo Lobo da Silveira Graf von Oriola (* 9. August 1895 in Herischdorf; † 28. April 1970 in Nürnberg) war ein deutscher  General der Infanterie im Zweiten Weltkrieg.

## Leben

### Herkunft
Ralph von Oriola war Angehöriger der preußischen Grafen von Oriola und ein Sohn des späteren Oberstleutnants Eduard Joachim Heinrich Graf von Oriola (1863–1927) und dessen Ehefrau Margarethe, geborene Freiin von Lüttwitz (1863–1940). Sein Urgroßvater war Joaquim von Oriola (1775–1848).

### Militärkarriere
Oriola trat am 5. März 1914 als Fahnenjunker in das Feldartillerie-Regiment „von Peucker“ (1. Schlesisches) Nr. 6 der Preußischen Armee ein und avancierte nach dem Beginn des Ersten Weltkriegs am 2. November 1914 mit Patent vom 19. Februar 1913 zum Leutnant. Mit seinem Regiment beteiligte er sich bei der 11. Infanterie-Division an der Schlacht bei Neufchâteau, den Stellungskämpfen in der Champagne sowie der Schlacht an der Somme. Im April 1917 wurde Oriola zum Ordonnanzoffizier der 235. Infanterie-Division bestellt, nachdem sein Regiment diesem Großverband unterstellt wurde. Die Division war an der Dritten Flandernschlacht und schließlich zuletzt in den Stellungskämpfen zwischen Maas und Mosel, auf den Maashöhen südöstlich Verdun eingebunden. Im April 1918 kam er dann als Ordonnanzoffizier zur Heeresgruppe Herzog Albrecht, die im Südabschnitt tätig war. Am 20. Juni 1918 wurde er dort zum Oberleutnant befördert. Während des Krieges wurde Oriola verwundet und mit beiden Klassen des Eisernen Kreuzes ausgezeichnet.
Nach dem Krieg wurde er in die Reichswehr übernommen und als Batterieoffizier der 1. Batterie des neu aufgestellten 3. (Preußisches) Artillerie-Regiments verwendet. In diese Batterie trat am 1. Januar 1921 der spätere Geheimdienstchef Reinhard Gehlen als Rekrut ein und lernte dort Oriola als ältesten Batterieoffizier kennen. Dort erlebte Gehlen auch seine erste Zeit als Leutnant. Am 1. Juli 1927 wurde Oriola zum Hauptmann befördert. Nach verschiedenen anderen Verwendungen in Artillerieregimentern wurde er am 1. Oktober 1934 als Major Kommandeur der III. Abteilung des Artillerieregiments 18 der 18. Infanterie-Division in Glogau. Im Sommer 1939 organisierte der Abteilungskommandeur Oriola als „Abschied von der Friedenszeit“ mit allen Offizieren eine Autofahrt über Prag, das gerade von deutschen Truppen besetzt war.
Bei der Mobilmachung anlässlich des Zweiten Weltkriegs gab Oriola sein Kommando ab und wurde dafür zum Kommandeur des am 26. August 1939 neu aufgestellten Artillerie-Regiments 252 ernannt. Das Regiment war der 252. Infanterie-Division unterstellt und zunächst beim Überfall auf Polen in zweiter Reihe eingesetzt. Im Frühjahr 1940 führte er das Regiment im Westfeldzug, wo die Division beim Durchbruch der Maginot-Linie und an der Einkesselung von 400.000 Soldaten der französischen 2. Armeegruppe in Elsaß-Lothringen teilnahm. Am 1. Juni 1940 wurde er zum Oberst befördert.
Als Kommandeur des Artillerie-Regiments 252 ging er dann im Juli 1941 zurück nach Polen in den Krieg gegen die Sowjetunion. Die Division besetzte Bjelostock), kämpfte in der Doppelschlacht bei Wjasma und Brjansk und in der Schlacht um Moskau. Am 22. November 1941 wurde ihm das Deutsche Kreuz in Gold verliehen. Anfang des Jahres 1942 erfolgte der Rückzug an die Nara und in die Gshatsk-Stellung. Am 20. Februar 1942 gab er sein Kommando ab und wurde zum Artillerie-Kommandeur 7 (Arko 7) des XVII. Armeekorps ernannt. Das Korps war an Gegenoffensive bei Charkow beteiligt und nahm im Juli 1942 an der deutschen Sommeroffensive „Fall Blau“ teil.
Am 17. Februar 1943 wurde Oriola mit der Führung der 72. Infanterie-Division beauftragt. Seit Herbst 1942 war diese Division zur Bereinigung örtlicher Krisen nach Rshew und später bei Kursk beordert worden. Am 1. Mai 1943 wurde er zum Generalmajor befördert. An diesem Tag übernahm er als Kommandeur die 299. Infanterie-Division, die ebenfalls an der Ostfront eingesetzt war. Anfang 1944 war die Division schwerpunktmäßig als Teil der 3. Panzerarmee an der Straße Orscha-Witebsk im Einsatz. Die Division hielt einen Abschnitt in der Nähe von Liwny, östlich von Orjol. Im Rahmen der Orjoler Operation versuchte die Rote Armee als Teil der Schlacht am Kursker Bogen in der Zeit vom 12. Juli bis 18. August 1943 die deutschen Truppen zurückzuschlagen. Am 5. August 1943 fiel die Stadt Orjol in die Hände der sowjetischen 63. Armee. Die 299. Infanterie-Division zog sich in eine Auffangstellung in Zhlobin in der Region Gomel zurück. Am 1. November 1943 wurde Oriola zum Generalleutnant befördert sowie für seine Führungsleistungen und Erfolge mit der Division am 23. Dezember 1943 mit dem Ritterkreuz des Eisernen Kreuzes ausgezeichnet.
Zhlobin wurde nach schweren Abwehrkämpfen am 13. Juli 1944 von den deutschen Truppen geräumt und die Division im Juli 1944 im Kessel von Minsk während des Zusammenbruchs der Heeresgruppe Mitte vernichtet. Oriola war einer der wenigen Generäle der 3. Panzerarmee, die nicht gefallen, nicht verwundet wurden oder nicht in Gefangenschaft gerieten. Am 12. Februar 1945 wurde er mit der Führung des XIII. Armeekorps beauftragt, das an der Westfront eingesetzt wurde.
Nach wenigen Wochen geriet er am 31. März 1945 bei einer Erkundungsfahrt an der Front in amerikanische Gefangenschaft. Die Amerikaner übergaben ihn an die britischen Streitkräfte, die ihn am 12. Mai 1948 aus der Gefangenschaft entließen. Vorher war er in den Gefangenenlagern Trent Park Camp 11 und danach im Island Farm Special Camp 11 gefangen gehalten worden. In diesen Lagern waren hochrangige Offiziere der Wehrmacht untergebracht. Im Trent Park wurden die Räume des Lagers vom britischen Geheimdienst abgehört.

### Familie
Oriola heiratete am 17. April 1928 in Leipzig Elisabeth Trampe-Agner (* 1893). Sie war vorher mit dem Staatsanwalt Ludwig Wilhelm Trampe verheiratet, mit dem sie Eigentümerin des Rittergutes Niederschmölen in der jetzigen Gemeinde Bennewitz gewesen ist, das mit der Bodenreform enteignet wurde. Von seiner Frau wurde Oriola im Jahre 1949 geschieden, nachdem er 1947 aus der Kriegsgefangenschaft zurückgekehrt war. In Hannover heiratete er am 5. Februar 1949 Edith Gertrud Müller (1909–1979).
Oriola hat folgende Kinder:
- Barbara-Elisabeth Margarethe (* 1925)
- Irina (* 1945)

Irena wurde als nichteheliches Kind von Edith Gertrud Müller geboren, die Ralph von Oriola 1949 nach der Scheidung von seiner ersten Frau heiratete.